# Recordes olímpicos da patinação de velocidade em pista curta
Esta lista reúne os recordes olímpicos da Patinação de velocidade de pista curta, atualizados até os Jogos Olímpicos de Inverno de 2018.

## Recordes masculinos
| Evento                  | Tempo    | Nome                                                     | País              | Jogos            | Data            |
| ----------------------- | -------- | -------------------------------------------------------- | ----------------- | ---------------- | --------------- |
| 500 metros              | 39.584   | Wu Dajing                                                | CHN China         | PyeongChang 2018 | 23 de fevereiro |
| 1000 metros             | 1:23.407 | Charles Hamelin                                          | CAN Canadá        | PyeongChang 2018 | 18 de fevereiro |
| 1500 metros             | 2:10.485 | Lim Hyo-jun                                              | KOR Coreia do Sul | PyeongChang 2018 | 20 de fevereiro |
| Revezamento 5000 metros | 6:31.971 | Shaoang Liu Shaolin Sándor Liu Viktor Knoch Csaba Burján | HUN Hungria       | PyeongChang 2018 | 25 de fevereiro |

## Recordes femininos
| Evento                  | Tempo    | Nome                                                                | País              | Jogos            | Data            |
| ----------------------- | -------- | ------------------------------------------------------------------- | ----------------- | ---------------- | --------------- |
| 500 metros              | 42.422   | Choi Min-jeong                                                      | KOR Coreia do Sul | PyeongChang 2018 | 16 de fevereiro |
| 1000 metros             | 1:28.771 | Valérie Maltais                                                     | CAN Canadá        | Sochi 2014       | 23 de fevereiro |
| 1500 metros             | 2:16.993 | Zhou Yang                                                           | CHN China         | Vancouver 2010   | 13 de fevereiro |
| Revezamento 3000 metros | 4:03.471 | Suzanne Schulting Yara van Kerkhof Lara van Ruijven Jorien ter Mors | NED Países Baixos | PyeongChang 2018 | 20 de fevereiro |